# Station Leokadia
Station Leokadia is een spoorwegstation in de Poolse plaats Leokadia.